# 이상훈 (1975년)
이상훈(李相勳, 1975년 3월 22일 ~ )은 대한민국의 바둑 기사이다.

## 약력
이세돌 기사의 친형이다, 1990년에 입단하였고 2000년에 10기 비씨카드배 신인왕전과 신예프로10걸전 곧 양대 신인 기전에서 모두 우승하였다. 2011년 기준으로 한국바둑리그 신안 천일염의 감독이다. 2015년 12월에 9단으로 승단하였다.